# 三省
三省，中國古代的中央政權體系，是尚書省、門下省與中書省三個單位的合稱。
受中華文化的影響，高麗和越南也曾設置三省。

## 簡介
三省是中国从隋朝和唐朝开始正式设立的中央政权体系，所謂的三省分别是指：
- 尚书省：最高行政机构，负责执行国家的重要政令；
- 门下省：审议机构，负责审核政令；
- 中书省：决策机构，负责草拟和颁发皇帝的诏令。

中书省主要负责与皇帝讨论法案的起草，草拟皇帝诏令。门下省负责审查诏令内容，并根据情况退回给中书省。这两个部门是决策机构，通过审查的法令交由尚书省执行。尚书省下设有六部，分别为：
- 吏部：负责考核、任免四品以下官员
- 户部：负责财政、国库
- 礼部：负责贡举、祭祀、典礼，主管全国学校、科举
- 兵部：负责军事
- 刑部：负责司法、审计事务。具体审判另有大理寺负责。重大案件组织刑部、御史台、大理寺会审。谓之三司审。
- 工部：负责工程建设、交通

中书省长官在隋朝称为内史令，唐朝称为中书令，副职称中书侍郎。门下省长官在隋朝称为纳言，唐朝改叫侍中，门下侍郎副之。尚书省长官称为尚书令，尚书仆射副之。中书省内设中书舍人若干，掌草拟诏命。门下省内设给事中、散骑常侍、谏议大夫、拾遗、起居郎等官，掌规谏。尚书省下设左右丞，分管六部。六部的长官都称为尚书。
三省之中，尚书令、仆射位高，为人臣之极而无实权。实际行使相权的是中书、门下两省大臣。

## 三省的历史演变

### 秦朝
秦朝在少府下设尚书，主管典籍，为後世尚书省的发端。

### 汉朝
汉武帝夺外朝（以丞相为主的正式的政府机关）权，设立以大将军为首的内朝，专门处理军国大事。以原属少府的尚书以及中书谒者来转达表章，沟通内外朝，为后世尚书省的发端。
东汉时设置尚书台，统领百官政事，长官称尚书令。但是此时的尚书台在体制上仍然属于少府序列，官品低微，所以另派大将军、大司马、太傅以录尚书事的名义秉政。
东汉末设侍中寺，为皇帝的侍从、顾问机构。置侍中、散骑常侍等官，多以卓有学识的士人充任，为一时清选。

### 魏晋南北朝
三国曹操自任丞相，移原隶少府的尚书吏部曹、选部曹等尚书诸曹为丞相属官，将汉武帝建立的内朝转为外朝官署，这是尚书省建立的开端。
按：东汉时虽有尚书台、已经成为处理政务的主要机关，但毕竟是隶属于内廷的官署，不能说是国家的正式政务机关。
曹丕以尚书诸曹权力过大，遂以曹操设立的专门处理机密文书的秘书省为基础另设中书省，掌管机要，起草和发布诏令。置中书监、令各一人，以中书监为长官。
南北朝时侍中、散骑常侍的权力逐渐扩大。北朝则政出门下，成为中央政治机构的重心。晋朝正式有门下省的建制。

### 隋
隋朝建立后，将北周仿照周礼设立的官爵制度（六官之制）废除，设立了以三省六部制为主体的中央官僚体系。隋设尚书、门下、内史、秘书、内侍五省，秘书省类似于后来的馆阁，内侍省则是一个专门的宦官机构，主持中央政权的就是尚书、门下、内史三省。三省互相牵制，共同向皇帝负责。其中，决策者为内史省，长官称内史令；审议者是门下省，长官称纳言；处理日常政务的机构是尚书省、置尚书令、左右仆射各一人，下设吏、礼、兵、度支（后改称民部）、都官（后改称刑部）、工六部。
隋朝，三省长官均为相职，同时，三公、三师也参预朝政，也是宰相。

### 唐
唐代三省制的特点是在建立不久就向二省、一省转变。这种变化的动因在於皇权对於相权的控制、以及提高行政效率。
首先为了抑制相权，皇帝逐渐使用一些资历较轻的官员参预朝政，实际行使宰相的权力，但是由於没有正宰相崇高的職銜，所以便易於控制。渐渐的，中书令、侍中、尚书令以及左右僕射这些宰相职务已经变成了一个崇高的虚衔，而真正的宰相却成为一种临时性质的职务，这符合从汉代开始的相权不断下降的规律。
唐代以三省首长“品位既崇，不欲轻以授人，故常以他官居宰相职，而假以他名。”（《新唐书》卷46《百官志》）主要有“平章事”和“同中书门下三品”等。唐太宗贞观八年，僕射李靖因病辞去宰相职务，太宗不同意，要求他“疾小瘳，三两日一至中书门下平章事。”“平章事”之名始於此。唐高宗永淳元年，始以某官（黄门侍郎郭待举、兵部侍郎岑长倩）带“同中书门下平章事”衔者为宰相。长兴四年为避讳（慕容延钊父名章），曾改为“同中书门下二品”，因为尚书僕射是职事官从二品。贞观十七年，萧瑀、李勣并“同中书门下三品”，因为侍中、中书令是正三品，“同中书门下三品”之名始於此。高宗以後，宰相必须加“同中书门下三品”之衔，否则即使担任中书令也不能称为宰相，品位高者亦如此（有三公、三师头衔的除外）。
其次，三省合署议事、办公，三省职能逐渐趋向混同合一。
三省分权，势必造成相互牽制、效率低下等弊端。为了三省之间协调行动，三省首长定期在门下省的政事堂议事。自武德年间开始，中书、门下集议於政事堂，政事堂设於门下省。（《通典》：“旧制，宰相常於门下省议事，谓之政事堂。”）。唐高宗永淳年间，“裴炎自侍中迁中书令，乃徙政事堂於中书省。”由此，确立了中书省的中心地位。开元十一年，中书令张说奏改政事堂为中书门下，政事堂印也改为中书门下印，且於其後分列吏、枢机、兵、户、刑礼五房。从此，中书门下正式成为宰相的办事机构。
尚书省在武則天時代一度改称中台、都台、文昌台，旋复旧称。
中书省在武則天時代一度改称西台、凤阁、紫微省，旋复旧称。
门下省在武則天時代一度改称东台、鸾台、黄门省，旋复旧称。

### 五代
制度与唐无异，但是由於连年征战，实际上宰相並不掌握权力。三省形同虚设。政事多由皇帝特派使臣办理，成为宋朝以差遣特使为正官的开始。

### 宋
有宋一代，虽然三省名义始终存在，但是已经混同为一省，即中书门下。同时由于枢密院、三司的设立，宰相的军权、财权被剥夺。
宋代官制“有官、有职、有差遣：官以寓禄秩、敘位著，职以待文学之选，而别为差遣以治内外之事。其次又有阶、有勋、有爵。故士人以登台阁、升禁从为显宦，而不以官之迟速为荣滞；以差遣要剧为贵途，而不以阶、勋、爵邑有无为轻重。”（《宋史》卷一六一《职官志》）。不但宰相为临时职务，天下无官不为临时职务，至于“非奉别敕，不得治本官事”。
按《宋会要·职官》“中书令，侍中，及丞郎以上至三师、同中书门下平章事，並为正宰相。”但实际上，有以侍中衔出任宰相职务的现象、却没有以中书令衔出任为宰相者，中书令与尚书令一样，都是荣誉头衔。其他皆以同中书门下平章事拜相。（《古今源流至论》後集卷二《三省》：“国初三省长官第为空名，惟侍中有真拜者。”）
宋代通常二相並任，较唐朝时少了许多。也有独相一人或三相並置的。三相並置时，以昭文馆大学士为首相，次相监修国史，末相兼集贤殿大学士。二相並任的，首相並兼昭文馆大学士、监修国史。
神宗元豐改制时，尽废差遣职。以三省长官任宰相，诸官均以本官治事。以尚书令、中书令、侍中，官高不便轻授。遂以尚书左、右僕射为宰相。左僕射例兼门下侍郎，为门下省长官；右僕射例兼中书侍郎，为中书省长官。
徽宗政和二年，废尚书令，改侍中为左辅、中书令为右弼，皆虚其位；並改左僕射为太宰，右僕射为少宰，仍兼中书、门下两省侍郎。靖康元年，复以尚书左、右僕射为宰相，三省长官名称皆依元豐官制。
南渡後，凡事力图太祖、太宗旧制。建炎三年，尚书左、右僕射皆加同中书门下平章事，併中书与门下二省为中书门下。
孝宗乾道八年，改尚书左、右僕射为左、右丞相，废侍中、中书令、尚书令虚称，遂为定制。

### 元
元代以中书省总领百官，与枢密院、御史臺分掌政、军、监察三权，尚书省时置时废、门下省不复置，故中书省较前代尤为重要。中書省下亦再設行中書省，以中央政府名義全權管治地方行政，「行中書省」概念其後發展成為省級地方政府。

### 明
明初不设中书令，仍以中书省统六部，长官称左右丞相。太祖洪武十三年，废中书省与丞相，六部直接对皇帝负责。至此，三省六部制的三省及宰相制度彻底废止。明朝中后期，明朝内阁实际承担了行政中枢的职能。

### 清
清沿明制，以六部尚书任天下事，虽然仿效明朝设立了内阁，但没有实权。行政中枢先后有议政王大臣会议、南书房、军机处，至清末仿效西方政制，设立责任内阁。